# 越南人民军总后勤局
越南人民军总后勤局隶属于越南国防部，负责领导全国武装力量的后勤工作。

## 组织架构
- 办公厅
- 监察处
- 财务处
- 军事科学处
- 情报KHQS处
- 刑侦局
- 经济委员会
- 司令部
- 政治局
- 战勤局
- 营房局
- 军需局
- 油料局
- 运输局
- 军医局
- 354医院
- 105医院
- 87医院
- 296监护团

## 领导班子
- 主任: Trần Duy Giang少将
- 党委书记兼政委ː 黎文黄中将
- 参谋长ː Nguyễn Hùng Thắng少将
- 副主任：Ngô Thành Thư少将
- 副主任：Phan Bá Dân少将
- 副主任：Lê Hồng Dũng大校
- 副政委：Vũ Bá Trung少将

## 历史
1950年，越南劳动党中央、胡志明主席和总军委决定成立供应总局，以做好抗战的服务保障工作。1950年7月11日，即边界战役前夕，根据胡志明主席签署的121/SL法令，供应总局在太原省定化县清定乡沈群村的抗法根据地成立，为总军委和中央供应委员会当好参谋和助手，对全军后勤单位扎实开展业务指导，为包括奠边府战役在内的各场战役做好后勤服务保障。下设军粮局、军医局、弹药局、军装局、运输局、军务局、办公厅，全系统2.3万人。2015年6月29日，越南文化体育与旅游部发布通知，决定将供应总局成立遗址列入国家级历史遗迹区名录。
1950年8月6日，中南军区后勤第三分部九大站改编为解放军总后勤部南宁办事处，对口援越，主任黄曹龙（1955年少将）、谢寿华，政委赵绍明（55年大校），中南军区汽车三团负责运输。1950年8月12日拂晓，韦国清率领的军事顾问团，进入越南时，受到印支共中央政治局委员、总司令武元甲和中央委员、总后勤局主任陈登宁等的迎接，抵达越南北部高平省广渊，人民军边界战役前线指挥部驻地。军事顾问团中的后勤顾问组由马西夫负责于8月22日到达总后勤局，全力帮助筹划边界战役后勤保障，组织好军援物资的接收工作、同时为建立制度和培训干部的工作进行准备。1950年9月11日，胡志明专门接见了顾问团成员。当时，越共财政经济极端困难，粮食入不敷出，军队供给无可靠来源，作战和生活需要得不到最低限度的保证，部队只能在衣食不周和缺医少药的境况下咬牙作战。边界战役是越军后勤正规化的首次重大检验，主要抓了下述工作：
- 粮食按40天的需要量准备，就近保障原则，配置一线粮站和副食品供应站，在重庆、广渊等地设立周转粮库和后方粮库。由于调运计划不周和运转效率低，对前线一度供应紧绷，不得不用部队扛粮。
- 战费预算和被服装具供应。
- 军械保障，做好接收中国支援的武器弹药保管、运输、补给、仓库的配置和防护，补给作战部队。全战役消耗190吨弹药，能够充分补给。
- 战役卫勤保障工作，后勤顾问组军医顾问帮助军医局前线指挥组领导参战医务人员465名，以东溪和七溪为重点方向，配置了营（独立连）急救站、团手术站、5所前线医院（每所军医人员60名）三个卫勤梯次，以及担架民工负责的伤员后送转运路线。战役收容伤员1143名。广西水口设置的后方医院收治了2/3的后送伤员。受限于当时极为原始的交通、有限的医务人员、落后的救治技术（仅能包扎止血一般中小手术，较重的多处伤不能处理，没有输血和抗生素），伤员后送效率低，伤口感染和破伤风发病率极高，重伤员多死于转运途中。伤员残废率和死亡率很高。
- 支前民工管理工作，派遣专门干部负责民工的宣传组织，民工视为战士，政府保障伙食卫勤。战役共动员民工7.3万人次，运输物资300吨。

1950年11月边界战役结束后，军医局（卫生部）局长武文谨博士（小儿科专家，后任越南国家医济部长），副局长武公说、黎文奉。中国顾问林钧才（原第27军第80师卫生部部长，正团职，1955年上校）。军医局前身是1945年八月革命胜利后在河内由十几名民间医生组成，始称“卫国医济班”。1946年12月抗法战争爆发后改称军医局，撤出河内在越北丛林根据地。军医局迅速扩大到178人，其中包括120多名留法医药学博士。
从1950年底至1952年2月，人民军在北越平原连续发动了中游、东北、宁平、和平四大战役，进一步扩大巩固了解放区。
1952年旱季发动的西北战役、上寮战役，后勤保障工作以粮食与运输为重点。
从1953年下半年起，中国军事顾问团逐步收缩、陆续撤回，至1956年春全部撤离回国。
1955年1月23日，根据越军总参谋部221/QĐ命令，增设军需部、财务部、营房部、农兵部（1955年8月23日改称农场局）。
2017年10月30日，军医局由国防部直属改隶总后勤局。

### 历任主任
| 序号 | 姓名 生卒年月哦                | 在任时间       | 军衔                    | 最高职务                                                                                               | 注释                         |
| 1    | 武英                           | 1946-1950      | -                       | 国防部第一副，军需局长                                                                                 |                              |
| 2    | 陈喻珠 (1906-1950)             | 1947-1950      | 大校                    | 军需局长                                                                                               | 因腐败被剥夺军衔并被判处死刑 |
| 3    | 陈登宁 (1910-1955)             | 1950-1955      | -                       | 总供应局主任                                                                                           |                              |
| 4    | 陈友翼 (1910-1993)             | 1955-1956      | -                       | 政府副总理 越南最高人民检察院检察长                                                                    | 总后勤局第一主任             |
| 5    | 黄英 (越南) (1912-)            | 1956-1958      | -                       | 副总理 (1971-1976)                                                                                     |                              |
| 6    | 邓金江 (1910-1983)             | 1959-1960      | 少将 (1958)             | 越南农业与农村发展部副部长 (1960-)                                                                     | 总后勤局代理主任             |
| 7    | 阮清平 (1920-2008)             | 1960-1961      | 少将 (1959)             | 中央农委书记（1982-1986） 中央政治局委员、河内市委书记（1986-1988） 越共中央书记处常务书记 (1988-1991) |                              |
| 8    | 陈贵海 (1913-1985)             | 1961-1962      | 少将 (1958)             | 中将 (1974) 越南政府保密委员会主席 (1978-1985)                                                         |                              |
| 9    | 陈参（陈森） (1918-2009)       | 1963-1965      | 少将 (1959) 中将 (1974) | 上将 (1986) 越南国防部副部长 (1982-1986)                                                               |                              |
| 10   | 丁德善 (1914-1986)             | 1965-1969      | 大校                    | 越南国防部副部长 (1982-1987)                                                                           |                              |
| 11   | 阮敦                           | 6.1969-11.1969 | 少将                    | |                              |
| 12   | 丁德善 (1914-1986)             | 1969-1976      | 少将 (1974) 中将 (1984) | 上将 (1986) 越南国防部副部长(1982-1987)                                                                |                              |
| 13   | 武春苫 (1923-2012)             | 1976-1977      | 少将 (1974) 中将 (1976) | 越南国防部副部长(1977-1987)                                                                            |                              |
| 14   | 裴逢 (越南) (1920-1999)        | 1977-1982      | 少将 (1974) 中将 (1980) | 上将 (1986) 越南国防部副部长 (1980-1990)                                                               |                              |
| 15   | 丁善                           | 1982-1985      | 少将                    | |                              |
| 16   | 阮政 (1917-2001)               | 1985-1985      | 少将 中将 (1984)        | 总后勤局副主任 (1979-1985) 越南人民军第九军区司令员 (1978-1979)                                        |                              |
| 17   | 丁善                           | 1985-1987      | 少将                    | 代理主任                                                                                               |                              |
| 18   | Nguyễn Trọng Xuyên (1926-2012) | 1987-1993      | 少将 (1983) 中将 (1988) | 上将 (1992) 越南国防部副部长 (1988-1999)                                                               |                              |
| 19   | Nguyễn Phúc Thanh (1944-)      | 1993-1997      | 中将 (1995)             | 越南国防安全委员会副主席 越南國會副主席                                                                |                              |
| 20   | 阮文沱                         | 1997-2001      | 少将                    | |                              |
| 21   | Trần Phước                     | 2001-2007      | 中将                    | |                              |
| 22   | Ngô Huy Hồng                   | 2007-2009      | 少将                    | |                              |
| 23   | Nguyễn Vĩnh Phú                | 2009-2014      | 中将 (2011)             | |                              |
| 24   | Dương Văn Rã                   | 2014-2018      | 少将 (2006) 中将 (2014) | |                              |
| 25   | Trần Duy Giang                 | 2018-nay       | 少将                    | | 越南人民陆军第一军军长       |

### 历任政委
- 1981-1989, Hoàng Trà, 少将 (1974)
- 1998-2005, Lê Trung Thành, 中将 (2002), 总后勤局副主任
- 2005-2008, Bùi Xuân Chủ, 中将 (2006)
- 2008-2009, Đỗ Đức Tuệ, 中将 (2011), 越南军事科学院政委 (2009-)
- 2009-2012, Nguyễn Công Tranh, 中将, 越南人民军第三军区政委
- 2012-nay, 黎文黄, 中将 (2014), 越南人民军第五军区政委

### 历任参谋长
- 1991-1994, Nguyễn Hữu Tình, (1935-), 少将 (1990)
- Nguyễn Biên Thùy, 大校[4]
- -2007, Ngô Huy Hồng, 少将, 后任总后勤局主任
- 2007-2011, Nguyễn Mạnh Đoàn, 少将 (2009), 越南人民军第二军区副司令
- 2011-2016, Phạm Quang Đối, 少将 (2011), 前总后勤局副参谋长[5]
- 2016-nay, Nguyễn Hùng Thắng, 少将 (2016), 前总后勤局副参谋长[6]

## 历任副主任
- 陈大义, 少将 (1948)
- 1954-1959, Đặng Kim Giang, 少将 (1958)
- 1957-1960, Trần Sâm, 少将
- 1961-1965, Nguyễn Văn Nam, 少将 (1974)
- 1964-1970, Vũ Văn Cẩn, 少将 (1974), 越南人民军军医局首任局长
- 1965-1965, Hoàng Văn Thái, 大校, 少将 (1974), 中将 (1980)
- 1968-1969, Nguyễn Duy Thái, 少将 (1985)
- 1970-1976, Vũ Xuân Chiêm, 少将, 中将, 国防部副部长
- 1972-1974, Hoàng Văn Thái, 大校, 少将 (1974), 中将 (1980)
- 1977-1982, Hoàng Điền, (1924-1999), 少将 (1983),教授(1986)
- 1979-1986, Phan Khắc Hy, 少将 (1980)
- 1982-1990, Nguyễn An, 少将 (1984), 越南人民军运输局局长 (1972-1982)
- 1983-1990, Nguyễn Sĩ Quốc, (1922-2002), 少将 (1983)
- 1994-1999, Nguyễn Hữu Tình, (1935-), 少将 (1990)
- Nguyễn Văn Dũng, 少将[7]
- -2007, Trần Bành, 少将[8]
- 2005-2014, Dương Văn Rã, 少将, 中将, 后任总后勤局主任
- 2007-2013, Nguyễn Tân Đệ, 少将[9]
- 2009-2016, Đỗ Năng Tĩnh, 少将 (2009), 越南人民军军务局局长[10]
- 2013-, Ngô Thành Thư, 少将 (2014), 前任总后勤局副参谋长 (2009-2013)[11]
- 2014-, Phan Bá Dân, 少将, (6.2015)[12], 前任总后勤局副参谋长[13]
- 2017-, Lê Hồng Dũng, 少将 (2017) 前任第七军区后勤局主任[14]

## 历任副政委
- -2008, Đỗ Đức Tuệ, 中将 (2011), 总后勤局政委
- Trần Thanh Hải, 少将 (2008)
- 2013-6.2015, Nguyễn Xuân Miện, 少将 (2009), 越南人民军总干部部副部长
- 6.2015-nay, Vũ Bá Trung, 少将 (2014), 总后勤局政治局主任[5]

### 著名将军
- Trần Viết Bằng, 少将, 总后勤局政治局主任